# Kanton Bécherel
Bécherel is een voormalig kanton van het Franse departement Ille-et-Vilaine. Het kanton maakte deel uit van het arrondissement Rennes. Het werd opgeheven bij decreet van 18 februari 2024 met uitwerking op 22 maart 2015.

## Gemeenten
Het kanton Bécherel omvatte de volgende gemeenten:
- Bécherel (hoofdplaats)
- Cardroc
- La Chapelle-Chaussée
- Les Iffs
- Irodouër
- Langan
- Miniac-sous-Bécherel
- Romillé
- Saint-Brieuc-des-Iffs
- Saint-Pern